# Eine Lausbubengeschichte
Eine Lausbubengeschichte ist ein kurzes, deutsches Stummfilm-Lustspiel aus dem Jahre 1915 mit Ernst Mátray und Else Eckersberg in den Hauptrollen.

## Handlung
Ein junger Studiosus ist bis über beide Ohren verliebt in ein junges Mädchen. Allabendlich besucht er sie in der urbayerischen „Fensterln“-Tradition. Aber es kommt wie es kommen muss: Eines Tages erwischt der Vater der Angebeteten die beiden beim Busseln, und so schickt der moral- und sittenstrenge Herr Papa sein liebestolles Backfischtöchterlein in ein Mädchenpensionat. Doch der junge Verehrer ist nicht auf den Kopf gefallen und lässt sich etwas einfallen, wie er auch dort seiner Liebsten nahe sein kann …

## Produktionsnotizen
Eine Lausbubengeschichte entstand im Frühling 1915 im Greenbaum-Film-Atelier in Berlin-Weißensee, passierte im April desselben Jahres die Filmzensur, erhielt Jugendverbot und wurde wohl wenig später uraufgeführt. Auf der Neuen Filmbörse in Wien konnte man im Juli 1915 des Filmes ansichtig werden. Das Lustspiel besaß einen Akt mit einer Länge von 350 Metern.
Eine Lausbubengeschichte kann thematisch als Variation von Die bösen Buben gelten, den dasselbe Team (Produzent Greenbaum, Hauptdarsteller Eckersberg und Mátray) kurz danach gedreht hatte.

## Kritik
„Wie Matray sich als angeblicher Sohn der Pensionatsvorsteherin in das Pensionat schleicht und schließlich die Hand seiner Liebsten erhält, bildet die äußerst ulkige Fortsetzung und das lustige Ende der herzigen Geschichte.“